# Lijst van gemeentelijke monumenten in Emmen
De gemeente Emmen kent 49 gemeentelijke monumenten. Hieronder een overzicht. 

## Barger-Compascuum
De plaats Barger-Compascuum kent 4 gemeentelijke monumenten:
| Object                        | Bouwjaar | Architect | Locatie                         | Coördinaten                  | Nr.         | Afbeelding  |
| ----------------------------- | -------- | --------- | ------------------------------- | ---------------------------- | ----------- | ----------- |
| R.K. onderwijzerswoning       |          |           | Postweg 129                     | 52° 45' 17" NB, 7° 2' 25" OL | 0114/EM0065 | Upload foto |
| R.K. St. Theresia basisschool | 1932     |           | Postweg 131                     | 52° 45' 17" NB, 7° 2' 26" OL | 0114/EM0064 | Upload foto |
| R.K. verenigingsgebouw        |          |           | Postweg 125-127                 | 52° 45' 17" NB, 7° 2' 24" OL | 0114/EM0063 | Upload foto |
| Schutsluis                    |          |           | Verlengde Oosterdiep OZ bij 167 | 52° 44' 31" NB, 7° 2' 28" OL | 0114/EM0070 | Upload foto |

## Emmen
De plaats Emmen kent 14 gemeentelijke monumenten:
| Object                         | Bouwjaar  | Architect          | Locatie                  | Coördinaten                   | Nr.         | Afbeelding                     |
| ------------------------------ | --------- | ------------------ | ------------------------ | ----------------------------- | ----------- | ------------------------------ |
| Dubbel woonhuis                |           |                    | De Molenkamp 7           | 52° 47' 26" NB, 6° 54' 9" OL  | 0114/EM0005 | Upload foto                    |
| Postkantoor                    | 1910      |                    | Hoofdstraat 8-10         | 52° 47' 3" NB, 6° 53' 48" OL  | 0114/EM0003 | Postkantoor                    |
| Winkel/woning                  | ca. 1905  |                    | Hoofdstraat 110-114      | 52° 47' 18" NB, 6° 53' 43" OL | 0114/EM0080 | Winkel/woning                  |
| Middenstandswoning             |           |                    | Hunenbaan 1              | 52° 47' 37" NB, 6° 54' 14" OL | 0114/EM0004 | Upload foto                    |
| Kantoor/woning                 | jaren '30 |                    | Minister Kanstraat 30    | 52° 47' 14" NB, 6° 53' 52" OL | 0114/EM0006 | Kantoor/woning                 |
| Middenstandswoning             |           |                    | Nassaulaan 27            | 52° 47' 17" NB, 6° 53' 48" OL | 0114/EM0009 | Upload foto                    |
| Hallenhuisboerderij Cloeckshof | 1901      |                    | Noordbargerstraat 88     | 52° 46' 31" NB, 6° 53' 12" OL | 0114/EM0062 | Hallenhuisboerderij Cloeckshof |
| Transformatorhuisje            |           |                    | Noordbargerstraat bij 92 | 52° 47' 9" NB, 6° 53' 51" OL  | 0114/EM0052 | Transformatorhuisje            |
| (Chr.) Dennenschool            | ca. 1930  |                    | Oude Roswinkelerweg 25   | 52° 47' 46" NB, 6° 54' 14" OL | 0114/EM0083 | Upload foto                    |
| Villa Anna Jacoba              | 1919      | T. Timmerman       | Stationsstraat 79        | 52° 47' 24" NB, 6° 53' 54" OL | 0114/EM0023 | Villa Anna Jacoba              |
| Villa                          | jaren '30 |                    | Veenkampenweg 4          | 52° 47' 21" NB, 6° 54' 3" OL  | 0114/EM0007 | Villa                          |
| Villa                          |           |                    | Veenkampenweg 14         | 52° 46' 44" NB, 6° 53' 49" OL | 0114/EM0012 | Villa                          |
| Zuiderkerk                     | 1923      | J. B. Radstake     | Wilhelminastraat 13      | 52° 47' 21" NB, 6° 54' 9" OL  | 0114/EM0085 | Zuiderkerk                     |
| Pastorie Zuiderkerk            | 1924      | Ytzen van der Veen | Wilhelminastraat 12      | 52° 47' 21" NB, 6° 54' 9" OL  | 0114/EM0086 | Pastorie Zuiderkerk            |

## Emmer-Compascuum
De plaats Emmer-Compascuum kent 7 gemeentelijke monumenten:
| Object                          | Bouwjaar  | Architect | Locatie            | Coördinaten                   | Nr.         | Afbeelding                      |
| ------------------------------- | --------- | --------- | ------------------ | ----------------------------- | ----------- | ------------------------------- |
| R.K. huishoudschool Mariahof    | 1924      |           | Hoofdkanaal OZ 81  | 52° 49' 2" NB, 7° 3' 29" OL   | 0114/EM0001 | Upload foto                     |
| Vervenerswoning                 |           |           | Hoofdkanaal W Z 64 | 52° 49' 0" NB, 7° 3' 22" OL   | 0114/EM0019 | Upload foto                     |
| Schoolgebouw                    | 1929      |           | Kanaal A NZ 18     | 52° 48' 10" NB, 6° 57' 57" OL | 0114/EM0011 | Upload foto                     |
| huize St. Hendricus, zusterhuis | ca. 1920  |           | Kloosterweg 40-42  | 52° 48' 60" NB, 7° 3' 41" OL  | 0114/EM0016 | huize St. Hendricus, zusterhuis |
| Marechausseekazerne             |           |           | Runde NZ 43-44     | 52° 48' 43" NB, 7° 1' 59" OL  | 0114/EM0081 | Upload foto                     |
| N.H. pastorie                   |           |           | Runde ZZ 107       | 52° 48' 40" NB, 7° 2' 40" OL  | 0114/EM0067 | Upload foto                     |
| Nederlands Hervormde zaalkerk   | 1925/1934 |           | Runde ZZ 108       | 52° 48' 39" NB, 7° 2' 40" OL  | 0114/EM0026 | Upload foto                     |

## Erica
De plaats Erica kent 3 gemeentelijke monumenten:
| Object           | Bouwjaar | Architect | Locatie                           | Coördinaten                   | Nr.         | Afbeelding  |
| ---------------- | -------- | --------- | --------------------------------- | ----------------------------- | ----------- | ----------- |
| Krimpenboerderij |          |           | Pannenkoekendijk 82               | 52° 42' 6" NB, 6° 55' 22" OL  | 0114/EM0015 | Upload foto |
| Villaboerderij   |          |           | Pannenkoekendijk 90               | 52° 42' 1" NB, 6° 55' 22" OL  | 0114/EM0018 | Upload foto |
| Woonhuis         |          |           | Verlengde Vaart ZZ 77, 77a en 77b | 52° 42' 34" NB, 6° 55' 30" OL | 0114/EM0017 | Upload foto |

## Klazienaveen
De plaats Klazienaveen kent 2 gemeentelijke monumenten:
| Object              | Bouwjaar | Architect | Locatie                   | Coördinaten                   | Nr.         | Afbeelding          |
| ------------------- | -------- | --------- | ------------------------- | ----------------------------- | ----------- | ------------------- |
| Villa               | 1906     |           | Meester Ovingstraat 39    | 52° 43' 51" NB, 6° 59' 45" OL | 0114/EM0039 | Villa               |
| Marechausseekazerne |          |           | Meester Ovingstraat 54-55 | 52° 44' 2" NB, 6° 59' 46" OL  | 0114/EM0040 | Marechausseekazerne |

## Nieuw-Amsterdam
De plaats Nieuw-Amsterdam kent 8 gemeentelijke monumenten:
| Object                         | Bouwjaar | Architect  | Locatie              | Coördinaten                   | Nr.         | Afbeelding                     |
| ------------------------------ | -------- | ---------- | -------------------- | ----------------------------- | ----------- | ------------------------------ |
| Krimpenboerderij               |          |            | Dommerskanaal ZZ 110 | 52° 41' 47" NB, 6° 53' 24" OL | 0114/EM0044 | Upload foto                    |
| Woonhuis                       |          |            | Dommersweg 10        | 52° 41' 55" NB, 6° 52' 6" OL  | 0114/EM0082 | Upload foto                    |
| Woonhuis                       |          |            | Dommersweg 15-16     | 52° 41' 55" NB, 6° 52' 8" OL  | 0114/EM0084 | Upload foto                    |
| Woonhuis                       |          |            | Vaart ZZ 2           | 52° 42' 57" NB, 6° 51' 3" OL  | 0114/EM0045 | Woonhuis                       |
| Bedrijfswoning                 |          |            | Vaart ZZ 72          | 52° 42' 54" NB, 6° 51' 42" OL | 0114/EM0046 | Bedrijfswoning                 |
| Brugwachterswoning             |          |            | Vaart ZZ 74          | 52° 42' 54" NB, 6° 51' 43" OL | 0114/EM0047 | Brugwachterswoning             |
| Voormalige marechausseekazerne | 1891     | H. Rozeman | Vaart ZZ 104a-105    | 52° 42' 51" NB, 6° 52' 12" OL | 0114/EM0059 | Voormalige marechausseekazerne |
| Trambrug                       | ca. 1920 |            | Vaart ZZ bij 74      | 52° 42' 54" NB, 6° 51' 45" OL | 0114/EM0048 | Trambrug                       |

## Nieuw-Weerdinge
De plaats Nieuw-Weerdinge kent 4 gemeentelijke monumenten:
| Object                                  | Bouwjaar | Architect | Locatie                 | Coördinaten                   | Nr.         | Afbeelding  |
| --------------------------------------- | -------- | --------- | ----------------------- | ----------------------------- | ----------- | ----------- |
| Villa                                   |          |           | Weerdingerkanaal NZ 208 | 52° 51' 45" NB, 6° 59' 54" OL | 0114/EM0049 | Villa       |
| Dwarsboerderij                          | 1919     |           | Weerdingerkanaal NZ 212 | 52° 51' 48" NB, 6° 59' 59" OL | 0114/EM0050 | Upload foto |
| Villaboerderij                          | ca. 1910 |           | Weerdingerkanaal ZZ 68  | 52° 50' 60" NB, 6° 58' 7" OL  | 0114/EM0051 | Upload foto |
| Nederlands Hervormde zaalkerk Het Anker | 1911     |           | Weerdingerkanaal ZZ 143 | 52° 51' 23" NB, 6° 59' 8" OL  | 0114/EM0076 | Upload foto |

## Roswinkel
De plaats Roswinkel heeft 4 gemeentelijke monumenten:
| Object           | Bouwjaar | Architect | Locatie               | Coördinaten                  | Nr.         | Afbeelding  |
| ---------------- | -------- | --------- | --------------------- | ---------------------------- | ----------- | ----------- |
| Schultehuis      |          |           | Boetseweg 22          | 52° 50' 18" NB, 7° 2' 41" OL | 0114/EM0078 | Upload foto |
| Krimpenboerderij | ca. 1920 |           | Roswinkelerstraat 101 | 52° 49' 50" NB, 7° 2' 42" OL | 0114/EM0053 | Upload foto |
| Krimpenboerderij |          |           | Roswinkelerstraat 104 | 52° 49' 47" NB, 7° 2' 45" OL | 0114/EM0054 | Upload foto |
| Villa            |          |           | Roswinkelerstraat 127 | 52° 50' 11" NB, 7° 2' 25" OL | 0114/EM0055 | Upload foto |

## Zwartemeer
De plaats Zwartemeer heeft 3 gemeentelijke monumenten:
| Object                 | Bouwjaar                 | Architect                      | Locatie                           | Coördinaten                  | Nr.         | Afbeelding  |
| ---------------------- | ------------------------ | ------------------------------ | --------------------------------- | ---------------------------- | ----------- | ----------- |
| Villaboerderij         | ca. 1930                 |                                | Eemslandweg 26                    | 52° 43' 22" NB, 7° 1' 56" OL | 0114/EM0057 | Upload foto |
| Winkel/woning          | 1900, in 1916 uitgebreid |                                | Eemslandweg 43                    | 52° 43' 21" NB, 7° 2' 12" OL | 0114/EM0058 | Upload foto |
| Gereformeerde zaalkerk | 1920                     | Albertus Harmannus Kleinenberg | Verlengde van Echtenskanaal NZ 33 | 52° 43' 23" NB, 7° 2' 26" OL | 0114/EM0071 | Upload foto |

Assen ·
Emmen ·
Meppel ·
Westerveld